# Welschen Ennest
Welschen Ennest is een deel van de gemeente Kirchhundem in het district Olpe in Noordrijn-Westfalen (Duitsland).
Welschen Ennest ligt aan de Uerdinger Linie, in het traditionele Nederduitse gebied, waar het  Westfaalse dialect wordt gesproken. Welschen Ennest ligt in het Sauerland. Er is een treinstation. 
Ahe · 
Albaum · 
Alpenhaus · 
Arnoldihof · 
Benolpe · 
Berghof · 
Bettinghof · 
Böminghausen · 
Böminghauser Werk · 
Brachthausen · 
Breitenbruch · 
Haus Bruch · 
Emlinghausen · 
Erlhof · 
Flape · 
Heidschott · 
Heinsberg · 
Herrntrop · 
Hofolpe · 
Kirchhundem · 
Kohlhagen · 
Kruberg · 
Mark · 
Marmecke · 
Oberhundem · 
Rahrbach · 
Rhein-Weser-Turm · 
Rinsecke · 
Rüspe · 
Schwartmecke · 
Selbecke · 
Silberg · 
Stelborn · 
Varste · 
Welschen Ennest · 
Wirme · 
Würdinghausen